# Корчагин, Павел Николаевич
Павел Николаевич Корчагин (1901, пос. Кулебаки, Ардатовский уезд, Нижегородская губерния, Российская империя — 19 декабря 1980, Иваново, РСФСР) — советский государственный и партийный деятель, первый секретарь Чкаловского обкома ВКП(б)—КПСС (1948—1955).

## Биография
С 1926 по 1933 год являлся управляющий делами, заместителем председателя заводского комитета Кулебакинского металлургического завода, председателем Кулебакинского леспромхоза, также председателем заводского комитета судоремонтного завода. В 1928 году вступил в ВКП(б).
С 1933 по 1934 год — заместитель секретаря Кулебакинского районного комитета ВКП(б). С 1934 по 1937 год — второй секретарь Лукьяновского районного комитета ВКП(б) (Горьковский край/Горьковская область), с 1937 по 1938 год — первый секретарь Пильнинского районного комитета ВКП(б) (Горьковская область), с 1938 по 1939 год — заведующий сельскохозяйственным отделом Горьковского областного комитета ВКП(б). С 1939 по 1941 год инструктор сельскохозяйственного отдела ЦК ВКП(б).
В 1941 году был назначен первым заместителем председателя исполнительного комитета Алтайского краевого Совета. В 1942 избран вторым секретарём Алтайского краевого комитета ВКП(б).
В 1943—1945 — председатель исполнительного комитета Алтайского краевого Совета, затем, 27 ноября 1948 года, избран первым секретарем Чкаловского (ныне Оренбургского) областного комитета ВКП(б).
Отозванный в распоряжение ЦК КПСС (в 1955), работал председателем исполнительного комитета Ивановского областного Совета с 1956 по 1962 год. С 1962 по 1964 год являлся председателем исполнительного комитета Ивановского сельского областного Совета.
Член ЦК КПСС (1952—1956). Депутат Верховного Совета СССР 3 и 4 созывов.
C декабря 1964 года на пенсии.